# Rhinogobius wangi
Rhinogobius wangi är en fiskart som beskrevs av Chen och Fang 2006. Rhinogobius wangi ingår i släktet Rhinogobius och familjen smörbultsfiskar. Inga underarter finns listade i Catalogue of Life.